# Луцій Сергій Павло
Луцій Сергій Павло (лат. Lucius Sergius Paullus; ? — після 168) — державний діяч часів Римської імперії, консул 168 року.

## Життєпис
Походив з патриціанського роду Сергіїв. Син Луція Сергія Павла. Про молоді роки нічого невідомо. Є версія, що був консулом-суффектом у 151 році, хоча це достеменно не доведено. У 167 році призначено міським префектом Риму. У 168 році став ординарним консулом разом з Луцієм Венулеєм Апроніаном, що свідчило про довіру з боку імператора Марка Аврелія. Ймовірно каденція тривала до травня-червня.
Після цього отримав призначення проконсулом у провінцію Азія. Подальша доля невідома, можливо помер під час каденції, оскільки наприкінці року Азією вже керував інший проконсул — Секст Квінтілій Валерій Максим, або за якусь провину позбавлено посади.

## Родина
Сергія Павла, дружина Квінта Аніція Фауста Павліна, консула-суффекта 198 року.